# Africaine (Q196)

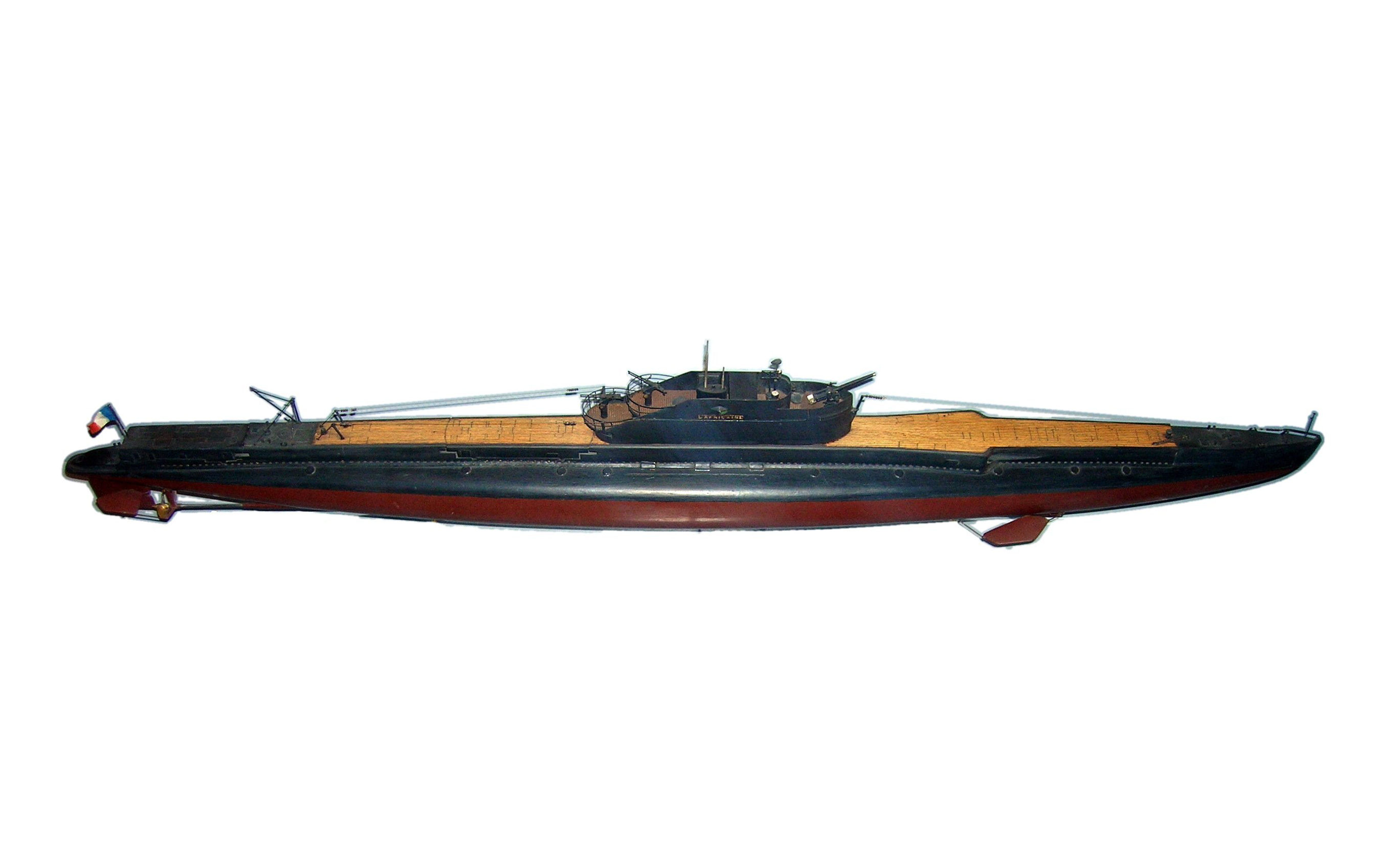
Модель «Африканки»

«Африкан» (фр. Africaine) — французький підводний човен типу «Аурор».

## Історія
Будівництво човна було розпочате в грудні 1937 року. В червні 1940 року недобудований «Африкан» був захоплений німецькими військами як трофей. 13 травня 1941 року човен перейменований на UF-1, проте до кінця Другої світової війни його будівництво не було завершене. 7 грудня 1946 року він був спущений на воду, а в жовтні 1949 року прийнятий на озброєння ВМС Франції. В 1961 році виведений зі складу флоту. 28 лютого 1963 року списаний на метал.